# Padmasambhava
Padmasambhava (sanskrtsko Padmasambhāva; tibetansko པདྨ་འབྱུང་གནས།, Wylie: pad+ma ' byung gnas (EWTS); mongolsko ловон Бадмажунай, latinizirano: lovon Badmajunai, pinjin: Liánhuāshēng; dob.: 'Z lotosa rojeni'), v himalajskem območju poznan tudi kot Guru Rinpoče (dob. »Prevzvišeni učitelj«), je bil  budistični učitelj in tantrični jogi, ki je po izročilu začetnik budizma v Tibetu. Živel je v 8. stoletju v času tibetanskega kralja  Trisong Decena (vladal med 755 do 794), ki ga je iz Indije poklical v Tibet.

## Življenje
Po izročilo se je rodil v kraljevini Udjána, na območju sedanjega kraja Svat v Pakistanu. Poročil se je s hčerko tamkajšnjega kralja. Po odhodu v Tibet in po dokončanju samostana Samje, mu je kralj Trisong Decen ponudil svojo ženo, dakini Ješe Cogjal, s katero se je poročil dve leti prej. To velikodušno dejanje je povzročilo škandal in razjezilo ministre, ki so ostali zvesti religiji Bön. Tantrični par je zbežal proti Tidru, in se tam zatekel v jamo severovzhodno od Lhase, dokler se duhovi niso umirili.
V Tibetu je zaslužen za prihod tantričnega budizma in za 25 ali 26 neposrednih učencev (sledilcev), vsi so ustvarili izredno močna tibetanska besedila. Po zapustitvi kraljevega dvora je s svojimi učenci ustanovil šolo budizma imenovano Ňingmapa (pomeni: Stari obred), ki trdi, da najbolj zvesto sledi originalnemu učenju Padmasambhave, poudarjajoč tantrični ritual, čaščenje in joga. Osnovni teksti nauka sekte, ki naj bi bili pokopani skupaj s Padmasambhavo, so bili najdeni okoli leta 1125. Padmasambhava je tudi imel veliko tantričnih knjig prevedenih iz originalnega sanskrta v tibetanščino.
V Tibetu je bila v tem času razširjena črna magija in darovanje demonom, ki so izničili vsak poskus tibetanskega vodstva, da bi uvedli budizem, vse do prihoda Padmasambhave. O njem je pred tem malo znanega. Pomagal je pri izgradnji prvega budističnega samostana na Tibetu pri kraju Samje, ki so ga gradili pod patronatom kralja Trisong Decena, tako da je iz mesta gradnje odgnal demone. Dvor kralja je kmalu zapustil zaradi dvornih intrig in zgražanja nebudistov nad tem da mu je kralj podaril „dakini“ tj. "vilo modrosti" kot priležnico.
Prvi življenjepis Padmasambhave izhaja šele iz 14. stoletja in vsebuje mnogo legendarnih dogodkov. Drugi viri do takrat niso znani.
Okrog življenja in dela Padmasambhave je zraslo kar nekaj legend, zato so ga privrženci tibetanskega budizma v Tibetu, Nepalu, Butanu, indijskih himalajskih zveznih državah in drugje splošno priznali kot "drugega Budo".
To je bilo v skladu s tantričnim načelom, da ne odpravljamo negativnih sil, temveč jih preusmerimo, da spodbudijo pot k duhovnemu prebujanju.
Po izročilu je med bivanjem v Tibetu ustanovil prvi samostan v Tibetu budistični samostan Samje (Samye Gompa), pridobil prve menihe in ljudi pridobil za prakticiranje tantričnega budizma. Viri, ki se nanašajo na življenje Padmasambhave, pa niso v enotni glede dolžine časa, ki ga je preživel v Tibetu. Navaja se čas med šestimi meseci in petdesetimi leti. Vsekakor pa ga je zapustil in bival v več mestih v Himalajskem pogorju.
V Butanu je povezan s slovitim samostanom Paro Taktšang (Tigrovo gnezdo), zgrajenim na strmi steni, približno 500 metrov nad ravnico doline Paro. Izročilo pravi, da je tja priletel iz Tibeta na hrbtu svoje najljubše priležnice Ješe Cogjal (Yeshe Tsogyal), ki jo je za namene potovanja spremenil v letečo tigrico. Duhovno razsvetljenim menihom je ukazal, naj tukaj zgradijo samostan.
Kasneje je odpotoval v okrožje Bumtang (v sodobnem Butanu), da bi pokoril močno božanstvo, ki ga je užalil lokalni kralj. Po lokalni legendi je odtis telesa Padmasambhave mogoče najti v steni jame v bližnjem templju Kurdže Lhakhang v Butanu.